# Memórias do Coronel Falcão
Memórias do Coronel Falcão  é um romance publicado em Porto Alegre no ano de 1973, obra póstuma de Aureliano de Figueiredo Pinto . A narrativa teria sido escrita entre os anos de 1936 e 1937 , marcada pelas características do Neorealismo  presente na Literatura Brasileira .
O romance  de Aureliano de Figueiredo Pinto é contemporâneo, por exemplo, da trilogia do gaúcho a pé de Cyro Martins que apresenta um gaúcho depauperado, desmitificado , se comparado ao mesmo modelo representado, por exemplo em O gaúcho, de José de Alencar, e Contos Gauchescos, de João Simões Lopes Neto.
Com uma produção literária  que transita entre a poesia e a prosa , Aureliano de Figueiredo Pinto  destacou-se com a publicação de Memórias do Coronel Falcão  por abordar o universo interiorano, a política que se desenvolvia nas pequenas comunidades ao tempo do governo Borges de Medeiros , no início do século XX , oferecendo um painel revelador de seu tempo e espaço. A incursão político-partidária do coronel acabaria por dilapidar as suas posses, afastar-lhe os amigos, levando-o à decadência, à solidão .

## Sobre a obra
O romance  traz a história de um fazendeiro – solteiro e sem filhos - convidado a concorrer a prefeito numa pequena cidade do interior, sucedendo-se, a partir daí, os fatos relacionados à campanha, às eleições e à administração municipal, entremeados por episódios da vida particular do protagonista.
Para sua candidatura, o coronel e sua comitiva buscaram apoio direto do Presidente da Província de então, Borges de Medeiros, com quem ele avalia ter aprendido importantes noções sobre política, repetindo com relativa frequência os conselhos que ouvira dele.
Reaparecem no romance os campos do interior gaúcho; as lides campeiras, as pequenas intrigas das cidades interioranas, os jogos de interesse da política local.
Pode-se afirmar que o coronel é digno representante de uma oligarquia rural que comandou as estâncias gaúchas durante muitos anos e o romance traz esses indícios, que aparecem, por exemplo, nos encontros entre os políticos que ocorrem na casa do protagonista ou na sua relação com uma mulher casada, as viagens que realizam ou ainda nas transações comerciais que efetua, indicando que, aos poucos, essa classe social perde a primazia .